# Clément Perret
Pour les articles homonymes, voir Perret.
Clément Perret, né en 1551, est un maître écrivain bruxellois de la seconde moitié du XVIe siècle.

## Biographie
On possède très peu d'éléments concrets sur la vie de Clément Perret. Il est né en 1551, très probablement fils d'Étienne Perret, littérateur et opposant politique à Anvers. Les deux recueils d'exemples qu'il publie en 1569 et 1571, donc fort jeune, le disent natif de Bruxelles et habitant le Brabant. Il a probablement suivi une carrière de maître d'école en Brabant.
En 1591, une épigramme publiée dans les Exemplaria sive formulae scripturae ornatioris XXXVI du maître écrivain anversois Jacques van Houthuys laisse entendre que Perret était mort à cette date, et que son pays l'avait pleuré.
Mort jeune, donc, mais il est déjà cité par Jan van den Velde dans sa Lettre défensive, pour l'art de bien écrire (Rotterdam, 1599), comme un maître renommé. Van den Velde dit qu'il fut au service de la reine Élisabeth Ire d'Angleterre, qui apprit de lui la lettre italique et lui donna une pension de 100 lt. Ce fait n'est pas encore attesté par des archives anglaises mais expliquerait pourquoi, quoique si renommé, il n'ait laissé que si peu de traces en Brabant. Un exemplaire de ses Exercitatio recouvert d'une reliure aux armes de la reine pourrait soutenir cette hypothèse (Londres NLA).
Il est aussi cité comme le meilleur maître écrivain de sa génération dans le Athenae belgicae de Franciscus Sweertius (Anvers : 1628).

## Œuvres gravées

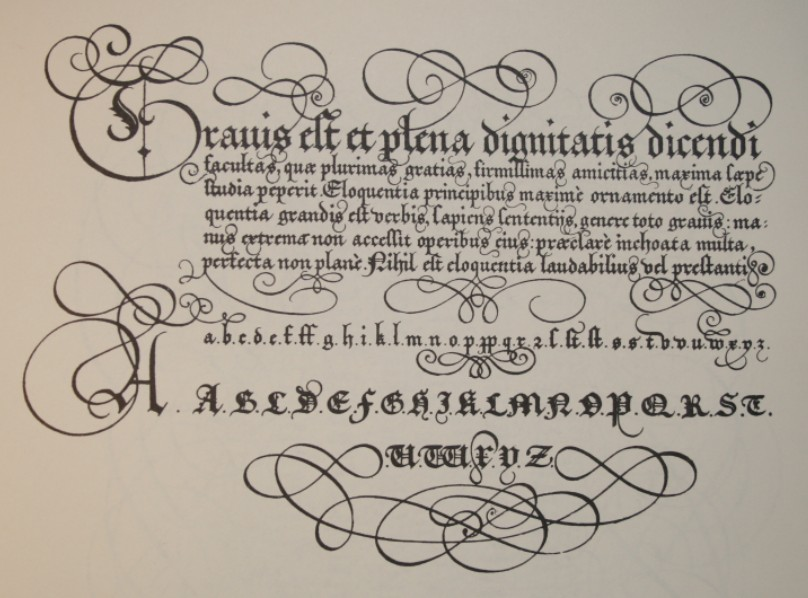
Un exemple de Clément Perret, 1571.

- Exercitio alphabetica nova et utilissima, variis expressa linguis et characteribus: raris ornamentis, umbris, & recessibus, pictrae architecturaeque, speciosa: nusquam ante hac edita. Clementi Perreti Bruxellani. 1569. - Anvers : Christophe Plantin, 1569. 4° obl., 34 pl. Il existe 26 exemplaires répertoriés. Paris BNF, Paris INHA, Cambridge (MA) HUL, etc. Cat. Destailleur n° 889, Cat. Muller n° 125, Croiset van Uchelen p. 19, Becker 1997 n° 47, Morison 1962 n° 66 avec 5 pl. repr., Cat. Warmelink n° 521, Cat. Wick n° 40 avec 2 pl. repr. Une planche reproduite dans Mediavilla 1993 p. 218.

Le livre fut diffusé par l'imprimeur-libraire Christophe Plantin à Anvers, dans les comptes duquel on note plusieurs mentions de paiements faits à Étienne Perret, père de Clément, ou à sa famille (probablement en raison de l'éloignement de Clément). Chaque page porte un encadrement très élaboré, attribué par Robert Hedicke au dessinateur Hans Vredeman  de Vries, par Charles Paillasson au graveur Jan Sadeler et par Croiset van Uchelen à Perret lui-même. La gravure des exemples est due à Corneille de Hooghe ; celle des encadrements est attribuée au graveur Ameet Tavernier d'Anvers, sur la foi des initiales A.T.A. qu'on y trouve. Le privilège de Plantin, daté du 13 février 1569 à Bruxelles, figure à la fin.
- Eximiae peritiae alphabetum, compura graphica exemplaria continens, totidemque diversarum literarum characteres... Clemens perret brabantius scribebat, aetatis suae xx. Anno 1571. 4° obl., 34 pl. Six exemplaires sont recensés (Paris Inst. Néerl., etc.). Une planche repr. dans Jessen 1936 pl. 27a.

Ces deux livres furent plus tard distribués par le libraire Cornelis Claesz, puis par le maître écrivain, éditeur et libraire Hendrick Meurs à Amsterdam.

## Œuvres manuscrites
- En 1577, Perret a laissé une inscription sur l' album amicorum d'Abraham Ortelius (Cambridge, Pembroke College), qui ne livre pas d'élément sur son occupation présente. Cet album amicorum est reproduit dans De Gulden Passer, 45 (1967). Voir le f. 33v.